# Захисник (пам'ятник)
Пам'ятник «Захисник» — зведений на честь українських поліцейських, які захищають життя, права і свободи громадян та охороняють державу під гаслом «Служити та захищати». Встановлений з ініціативи Головного управління Національної поліції в Київській області до 30-річчя незалежності України. Пам'ятник відкрито в серпні 2021 року в місті Києві, по вулиці Володимирська 15, поряд із центральним входом до будівлі Головного управління Національної поліції в Київській області.

## Опис
Скульптура поліцейського — це збірний образ багатьох тисяч правоохоронців, які цілодобово стоять на варті безпеки і спокою громадян, протидіють злочинності, забезпечують правопорядок.
Унікальність даного пам'ятника полягає у тому, що він зведений на честь саме діючих поліцейських, а його ідея — втілити образ мужнього поліцейського, який ніколи не полишає свій пост і завжди готовий прийти на допомогу.
Бронзова скульптура капітана поліції виконана в реалістичному стилі, має висоту 198 см, ширину 77 см. Скульптура зображає чоловіка середнього віку, капітана поліції Київської області, який тримає руки на поясі та впевнено дивиться перед собою, відображаючи готовність до дій.
- Файл:CI6A9857.jpg
- Файл:DETALI.jpg

Пам'ятник має автентичну поліцейську форму, шеврони поліції Київської області та Національної поліції України, поліцейський ремінь, а також рацію та пістолет. Поряд із пам'ятником розміщено бронзову табличку з назвою пам'ятника «Захисник», інформацією про те, що він встановлений діючим поліцейським з нагоди 30-річчя Незалежності України та вказано дату встановлення: 2021 рік.
Автором пам'ятника є український скульптор Даниіл Ровенчин з Ніжина, випускник Національної академії мистецтв України, член Національної спілки художників України, автор робіт «Воїн-доброволець» в Києві, «Борцям за незалежність» у Ніжині. У 2019 році, в рамках Міжнародного культурного проєкту, Даниіл Ровенчин представив Україну в Шанхайському міжнародному конференц-центрі.
Пам'ятник було відлито в ливарні компанії «САЯМАТ», що у м. Вишневому Київської області.
Декан архітектурного факультету КНУБА, професор Олександр  Кащенко та член Національної спілки художників України, скульптор, старший викладач кафедри Образотворчого мистецтва і архітектурної графіки КНУБА Євген Карпов та дали експертну характеристику роботі «Захисник» скульптора Даниїла Ровенчина.
На думку науковців, постать захисника виконана в стилізовано реалістичній манері. Автору вдалося відтворити у скульптурі ідею стійкості, надійності, впевненості, витримати композиційну рівновагу узагальнення та деталізації. Зважаючи на близьку відстань скульптури та спостерігача, робота відзначається достатньою якістю литва. Вдало фіксоване місце розташування скульптури застосуванням іншого виду мощення. Силует постаті «Захисника» добре читається з основних точок зорового сприйняття.
- У центрі Києва відкрили пам'ятник поліцейському [Архівовано 2 вересня 2021 у Wayback Machine.]
- Києві з'явився унікальний пам'ятник «Бронзовий капітан» [Архівовано 2 вересня 2021 у Wayback Machine.]
- У Києві відкрили пам'ятник поліцейському [Архівовано 20 серпня 2021 у Wayback Machine.]
- У столиці відкрили пам'ятник поліцейським [Архівовано 2 вересня 2021 у Wayback Machine.]
- Бронзовий капітан: у столиці відкрили пам'ятник «Захисник» [Архівовано 2 вересня 2021 у Wayback Machine.]
- У столиці відкрили пам'ятник поліцейським [Архівовано 2 вересня 2021 у Wayback Machine.]
- «Відтворили ідею стійкості, надійності, впевненості українських поліцейських»,- Національна спілка художників України надала характеристику пам’ятнику «Захисник»